# Levente Lengyel
Levente Lengyel foi um jogador de xadrez da Hungria, com diversas participações nas Olimpíadas de xadrez. Lengyel participou de todas as edições entre 1960 e 1970. Conquistou as medalhas de bronze individual em 1962, bronze por equipes em 1966 e prata por equipes em 1970.